# Makebi Zulu
Makebi Zulu (* 25. Dezember 1981) ist ein sambischer Politiker der Patriotic Front (PF).

## Leben
Zulu absolvierte ein Studium der Rechtswissenschaften, das er mit einem Bachelor of Law (LL.B.) abschloss, und war danach als Rechtsanwalt tätig. Er wurde als Kandidat der Patriotic Front (PF) bei der Wahl am 11. August 2016 erstmals zum Mitglied der Nationalversammlung Sambias gewählt und vertritt dort den Wahlkreis Malambo.
Im August 2016 berief Präsident Edgar Lungu ihn als Nachfolger von Sichone Malozo zum Provinzminister für die Ostprovinz in dessen Kabinett.